# بانگ وون-سون
بانگ وون-سون (انگلیسی: Bang Won-sun) بازیکن بسکتبال اهل کره جنوبی بود. وی در بازی‌های المپیک تابستانی ۱۹۴۸ شرکت کرده‌است.